# 9e régiment d'infanterie (États-Unis)
Pour les articles homonymes, voir 9e régiment d'infanterie.
Le 9e régiment d'infanterie des États-Unis  est un régiment de l'armée américaine créé en 1855.

## Première Guerre mondiale
Début octobre 1917, le Mandchou est déployé en France au sein de la 2e division d'infanterie "Indianhead". Pendant le cours de la guerre, le 9e bataille en Lorraine, dans l'Aisne, la Marne et à Saint-Mihiel. En 1918, le régiment Mandchou reçoit la Fourragère aux couleurs de la Croix de guerre 1914-1918 pour son courage pendant l'offensive Meuse-Argonne.